# شهرستان پیسکاتاکیوس (مین)
شهرستان پیسکاتاکیوس واقع در ایالت مین است. جمعیت این شهرستان بر اساس سرشماری سال ۲۰۱۰ ایالات متحده ۱۷۵۳۵ نفر گزارش شده‌است. مرکز این شهرستان شهر داور-فاکس‌کرافت است. این شهرستان در تاریخ ۲۳ مارچ ۱۸۳۸ پایه‌گذاری شده‌است و از نواحی غربی شهرستان پنوب‌اسکات و شرق شهرستان سامرست تشکیل شده‌است. نام پیسکاتاکیوس برگرفته از واژه ای به زبان آبناکی به معنای "انشعاب رودخانه" یا "بر انشعاب رودخانه" است.
پیسکاتاکیوس از نظر جغرافیایی در مرکز مین واقع شده‌است. در ابتدا مرزهای این شهرستان تا کشور کانادا امتداد داشت اما بعدها نواحی شمالی آن ضمیمه شهرستان اروزتوک شد. از نظر مساحت این شهرستان یکی از بزرگترین شهرستان‌های شرق رودخانه میسیسیپی است.
پارک ایالتی باکستر که شامل منطقه صحرایی محافظت شده بزرگی است، در این ایالت واقع شده‌است.